# Atletismo nos Jogos Pan-Americanos de 1951 - Salto em distância masculino
O salto em distância foi um dos eventos do atletismo nos Jogos Pan-Americanos de 1951, em Buenos Aires. A prova foi disputada no Estádio Monumental de Núñez entre os dias 27 de fevereiro e 8 de março.

## Medalhistas
| Ouro   | USA Gay Bryan    |
| Prata  | ARG Albino Geist |
| Bronze | USA Jim Holland  |

### Final
| Pos.              | Nome                      | Nacionalidade      | Tempo |
| ----------------- | ------------------------- | ------------------ | ----- |
| Medalha de ouro   | Gay Bryan                 | USA Estados Unidos | 7.14  |
| Medalha de prata  | Albino Geist              | ARG Argentina      | 7.09  |
| Medalha de bronze | Jim Holland               | USA Estados Unidos | 6.95  |
| 4                 | Adhemar Ferreira da Silva | BRA Brasil         | 6.93  |
| 5                 | Bruno Witthaus            | ARG Argentina      | 6.90  |
| 6                 | Alberto Eggeling          | CHI Chile          | 6.87  |